# Merupuri – Der Märchenprinz
Merupuri – Der Märchenprinz (jap. めるぷり メルヘン☆プリンス, Merupuri: Meruhen Purinsu) ist eine Manga-Serie der japanischen Zeichnerin Matsuri Hino. Der ungefähr 700 Seiten umfassende Comic richtet sich vorwiegend an jugendliche Mädchen, lässt sich also der Shōjo-Gattung zuordnen.

## Handlung
Das sich nach einem Märchenprinzen sehnende Mädchen Airi trifft auf den kleinen, hilflos ausgesetzt wirkenden Alam und beschließt, sich vorerst um ihn zu kümmern. Er ist der Prinz eines Zauberreiches und ein Fluch lastet auf ihm. Der Junge ist am nächsten Tag um einiges älter, ungefähr gleich alt wie Airi. Es stellt sich heraus, dass er in der Dunkelheit altert.
Alam lebt von da an mit Airi zusammen, die nach kurzer Zeit eine starke Zuneigung für ihn empfindet. Als der Prinz zurück in seine Heimat Astelle geht, gelangt auch Airi in das Zauberland.
Wieder in ihrer Welt, gehen Airi und Alam auf Klassenfahrt, wo es zum ersten Kuss zwischen ihnen kommt. Airi wird sich ihrer Liebe zu Alam klar. Plötzlich scheint Airi aus seinem Gedächtnis verschwunden zu sein. Durch List und Zauberei wurden Alams Erinnerungen an Airi in ein magisches Kästchen eingeschlossen. Airi folgt ihm nach Astelle. Mit allen Mitteln versucht sie, ihm die gemeinsamen Erlebnisse wieder ins Gedächtnis zu rufen. So gelangt sie in das „verbotene Gebäude“, um das magische Kästchen zu finden.

## Veröffentlichungen
Merupuri – Der Märchenprinz erschien in Japan von August 2002 bis September 2004 in 22 Einzelkapiteln im Manga-Magazin LaLa. Der Hakusensha-Verlag brachte diese Einzelkapitel auch in vier Sammelbänden heraus.
Der Manga wurde ins Französische, Englische und Deutsche übersetzt. In Deutschland verlegte Planet Manga die vier Bände von Oktober 2005 bis April 2006 in zweimonatlichem Erscheinungsrhythmus. Merupuri – Der Märchenprinz wurde 2010 in zwei Sammelbänden mit dem Namen Merupuri – Der Märchenprinz Traum Edition erneut von Planet Manga herausgebracht.